# قناة شدا الإنشادية
قناة شدا الفضائية (بالإنجليزية: Shada TV) هي قناة تلفزيونية فضائية سعودية سابقة تبث من عمّان بالأردن، متخصصة في النشيد الإسلامي الخالي من الآلات الموسيقية، تأسست ضمن شبكة قنوات المجد لكن الشبكة قامت ببيعها قبل انطلاقها، وبدأ بثها التجريبي في 1 شوال 1427 هـ الموافق 23 أكتوبر 2006، وهي أول قناة فضائية إنشادية.

في العام 2011 تحولت القناة لتغطية الأزمة السورية، وتغير مُسَمَّاها في فبراير 2012 إلى "شدا الحرية"، قبل أن يتوقف بثها أواخر العام 2017.

## التاريخ
مطلع العام 2006 أعلنت شبكة المجد عن قرب إطلاقها لقناة "شدا" المتخصصة في النشيد، لكن صدور بعض الفتاوى الدينية المعارضة للقناة جعل الشبكة تقوم ببيعها قبل انطلاقها. وكان على رأس المعارضين للقناة مفتي عام المملكة الشيخ عبدالعزيز آل الشيخ، الذي طالب "المجد" بالتخلي عن هذه القناة. 

امتلك القناة بعد ذلك رجل الأعمال السعودي علي الضحيان، وكان المدير العام لها.
انطلقت القناة تحت شعار: «شدا .. وللنفس بهجة» تعبيرًا عن سعيها لتقديم النشيد الهادف الذي يبعث البهجة في النفس. وعرّفت عن نفسها أنها قناة ترويحية هادفة تسعى لبث المعاني الفاضلة والمضمون النبيل، من خلال الكلمة الطيبة والمعبرة واللحن والأداء الجميلين، وتقديم الإسلام بطريقة معتدلة وجذابة، ومخاطبة الشباب بروح مرنة وعصرية. 
أنتجت وعرضت قناة شدا مئات الأناشيد في شتى المواضيع، حيث شملت الجوانب الدينية والاجتماعية والإنسانية والقيمية والوطنية والترفيهية وأناشيد القضية الفلسطينية.
وقدمت عددًا من البرامج المتعلقة بالنشيد والمنشدين وأخرى ترفيهية، إلى جانب برامج وحلقات خاصة بأحداث مثل الحرب على غزة، وأسطول الحرية.
كما أقامت ورَعت القناة عددًا من المهرجانات الإنشادية في المملكة العربية السعودية، كان على رأسها «مهرجان شدا الإنشادي الدولي» بمدينة بريدة (2007)، والذي أحياه أكثر من 20 منشدًا عربيًا و3 فرق إنشادية، ويعد من أضخم المهرجانات الإنشادية في المملكة.

بقيت القناة ضمن باقة قنوات المجد تسويقيًا حتى أكتوبر 2008، ويلزم مشتركي المجد دفع مبلغ إضافي لمشاهدتها، مع توفر بثها بشكل مجاني على قمري العرب سات والنايل سات في حينها.

وفي ذات العام انتقلت ملكية القناة من الشيخ علي الضحيان لرجال أعمال سعوديين آخرين.

## شدا الحرية
مع اندلاع الاحتجاجات في سوريا عام 2011 قدمت القناة إلى جانب برامجها تغطية للأحداث في سوريا متخذة موقفًا مؤيدًا للاحتجاجات.

وبحلول العام 2012 كانت قد خصصت كامل وقتها للشأن السوري، وتغير مُسمَّاها في فبراير من نفس العام إلى "شدا الحرية".
وتحت شعار: «شدا الحرية .. من صميم الثورة السورية» قدمت القناة نقلًا لما يحدث في الداخل السوري من خلال المقاطع المصورة والنشرات الإخبارية وشبكة مراسلين منتشرة داخل سوريا.

وقد كانت أطقم القناة تتعرض للاستهداف من قبل قوات النظام ومسلحي داعش على حد سواء.
كذلك قدمت القناة برامج تناقش الأزمة من الزاوية الدينية والاجتماعية والسياسية.
وكان من أبرز تلك البرامج برنامج «مع سوريا حتى النصر»، الذي كان يظهر من خلاله الشيخ  عدنان العرعور بشكل شبه يومي ليقدم خطابًا مؤيدًا للثورة وموجهًا لها. وكان يحظى البرنامج بمتابعة واسعة داخل وخارج سوريا.
يذكر أن عدنان العرعور أصبح في هذه الفترة مشرفًا عامًا على القناة، وأصبح ابنه حازم العرعور مديرًا لها.

## أنطلق القناة
في سبتمبر من عام [2017 - 2026] عادت القناة لمسمَّاها الأول (شدا)، وتحت شعار: «قناة الأسرة العربية» أصبحت تقدم برامج ذات طابع عام وتثقيفي، وركزت على الشأن الداخلي الأردني. لكن ذلك لم يدم طويلًا حيث توقف بث القناة بعدها بفترة قصيرة.

## برامج القناة
من أبرز البرامج:
- سمّعنا صوتك: برنامج يتجول خلاله المذيع في الشارع ليطلب من الناس المشاركة بأصواتهم من خلال أنشودة. جالت كاميرا البرنامج في عدد من البلدان العربية، منها الأردن وسوريا ولبنان واليمن.
- رسائل شوق: برنامج يستعرض فيه المنشد مصطفى العزاوي رسائل المشاهدين التي يهدون فيها أناشيدهم المفضلة لمن يحبون، ومن ثم عرض هذه الإهداءات على الشاشة.
- المنشد الصغير: برنامج يهتم بإبراز ودعم المواهب الإنشادية الصغيرة، ويتيح للجمهور التصويت للموهبة الأفضل بنظرهم.
- جلسة: سهرة إنشادية من مدينة عربية تستضيف عددًا من المنشدين أو الفرق الإنشادية في أجواء تعكس تقاليد البلاد العربية وعراقتها.
- وللنفس بهجة: برنامج ديني خفيف يبرز من خلاله الشيخ «رائد صبري» سماحة الإسلام، ويبين الطرق الموصلة إلى السعادة.
- نص هيك ونص هيك: برنامج مقالب مع المنشدين حيث يواجَه الضيف بأسئلة وتصرفات مستفزة من قِبل المقدم أو مخرج البرنامج لاستكشاف ردة فعله. لاقى البرنامج نجاحًا واسعًا عند عرضه في العام 2007 ما دفع القناة لإنتاج جزء آخر عام 2009.
- مساء الخير: برنامج يناقش الجوانب الفنية للكليبات الإنشادية، حيث يتم في كل حلقة طرح فيديو كليب للنقاش يختاره الجمهور من بين ثلاثة كليبات معروضة للتصويت. ومن خلال استضافة فريق عمل الكليب يتم الحديث عن موضوع الكليب وكواليسه والجوانب الفنية فيه وتساؤلات المشاهدين حوله.
- اليوم عيد: أول برامج القناة المباشرة، يستضيف عددًا من نجوم الإنشاد بمناسبة العيد.
- إحساس: برنامج يهتم بالشعر والجوانب الإبداعية فيه، حيث يقدم الشاعر «د. ناصر شبانة» نظرة نقدية للقصائد خاصة الإنشادية منها. البرنامج من تقديم المنشد «محمد المساعد».
- غزة تحت النار: تفاعلًا مع الحرب على غزة عام 2009 قدمت القناة حلقات يومية استضافت فيها عددًا من المنشدين والشعراء والدعاة والشخصيات البارزة.
- نجوم: برنامج يقرِّب المنشد من جمهوره بالتواصل المباشر وظهوره بعفوية من خلال المسابقات والألعاب الخفيفة. وقد استضاف البرنامج عددًا كبيرًا من نجوم ونجمات الإنشاد العربي.
- صوتك حلو: برنامح يسعى لاكتشاف المواهب الصوتية وتنميتها من خلال تلقي المشاركات الهاتفية، وإسداء النصائح الفنية من قبل نجم البرنامج المنشد بلال الكبيسي، ومن ثم الدخول في منافسة عبر تصويت الجمهور للصوت الأجمل، حيث تقوم القناة بإنتاج ألبوم وفيديو كليب للفائز بالمركز الأول.
- ما يطلبه المشاهدون: برنامج يلبي للجمهور ما يطلبه من أناشيد وكليبات من خلال عرضها في البرنامج، إلى جانب دخول عدد من الأناشيد في سباق عبر التصويت طيلة أيام الأسبوع لاختيار الأفضل بنظرهم.
- عالباب: زيارة لمنشد نتعرف من خلالها كيف يقضي يومه خلال شهر رمضان.
- مع سوريا حتى النصر: برنامج يظهر من خلاله الشيخ عدنان العرعور (ضيف البرنامج الدائم) ليناقش مجريات الأحداث خلال الأزمة السورية، وكان يحضى بمتابعة واسعة داخل وخارج سوريا.

وبرامج أخرى مثل:

ألوان شعبية - قصص الأنبياء - حياتك - الليلة عيد - آخر الليل - ليلة - فرفش لحظة - على كيفك - قدسنا - شدا تيوب - آمر تدلل

## المهرجانات
مهرجانات إنشادية نظمتها القناة:
- مهرجان شدا الدولي (بريدة).
- مهرجان شدا بريدة.
- مهرجان شدا الرياض.
- مهرجان شدا المدينة.
- حفل عام على شدا (عمّان).

## مذيعو القناة
من أبرز المذيعين:
- محمد حافظ جبر
- هشام جابر
- بلال الكبيسي
- زكريا السيد عمر
- عدنان حميدان
- حازم العرعور